# Larice

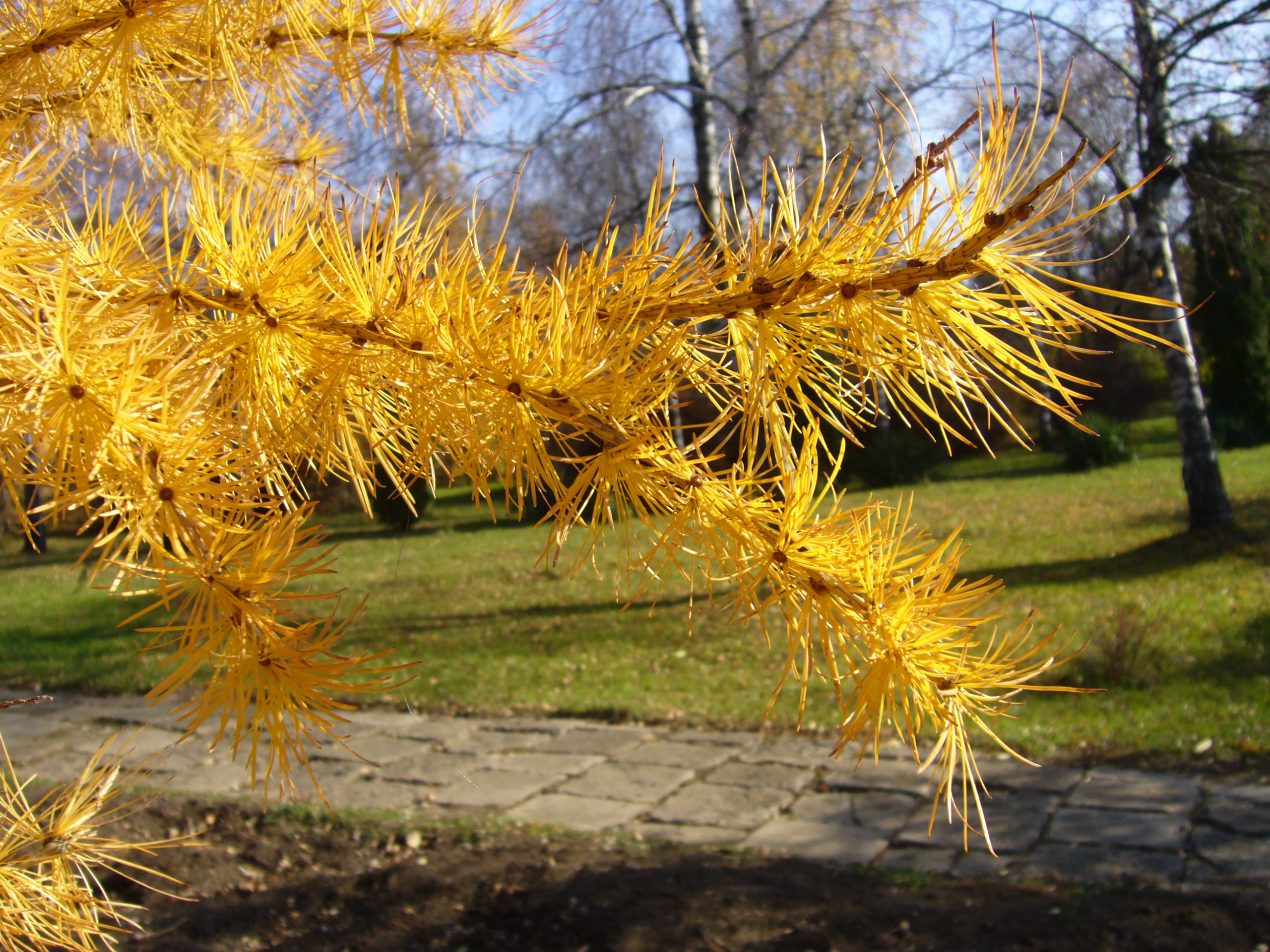
Ramură de Larix decidua toamna (Grădina Botanică din Iași)

Laricele sau zada (Larix) este un gen de conifere din familia Pinaceae care își pierde frunzele iarna (frunze decidue).
În România speciile de Larix sunt cunoscute sub numele de zadă, larice, lariță și crin.

## Specii
Sunt cunoscute 13 specii, din care una este hibridă:
- Larix czekanowskii Szafer
- Larix decidua Mill.
- Larix gmelinii (Rupr.) Rupr. 
  - Larix gmelinii var. gmelinii
  - Larix gmelinii var. japonica (Maxim. ex Regel) Pilg.
  - Larix gmelinii var. olgensis (A. Henry) Ostenf. & Syrach
  - Larix gmelinii var. principis-rupprechtii (Mayr) Pilg.
- Larix griffithii Hook.f.
  - Larix griffithii var. griffithii
  - Larix griffithii var. speciosa (W.C. Cheng & Y.W. Law) Farjon
- Larix kaempferi (Lamb.) Carrière, Sin.: Larix leptolepis)  - Larice japonez
- Larix kongboensis R.R.  Mill
- Larix laricina (Du Roi) K. Koch
- Larix lyallii Parl.
- Larix marschlinsii Coaz (hibrid Larix decidua × Larix kaempferi)
- Larix mastersiana Rehder & E.H. Wilson
- Larix occidentalis Nutt.
- Larix potaninii Batalin 
  - Larix potaninii var. australis A. Henry ex Hand.-Mazz.
  - Larix potaninii var. chinensis L.K. Fu & Nan Li
  - Larix potaninii var. himalaica (W.C. Cheng & L.K. Fu) Farjon & Silba
  - Larix potaninii var. potaninii
- Larix sibirica Ledeb.

### Galerie foto

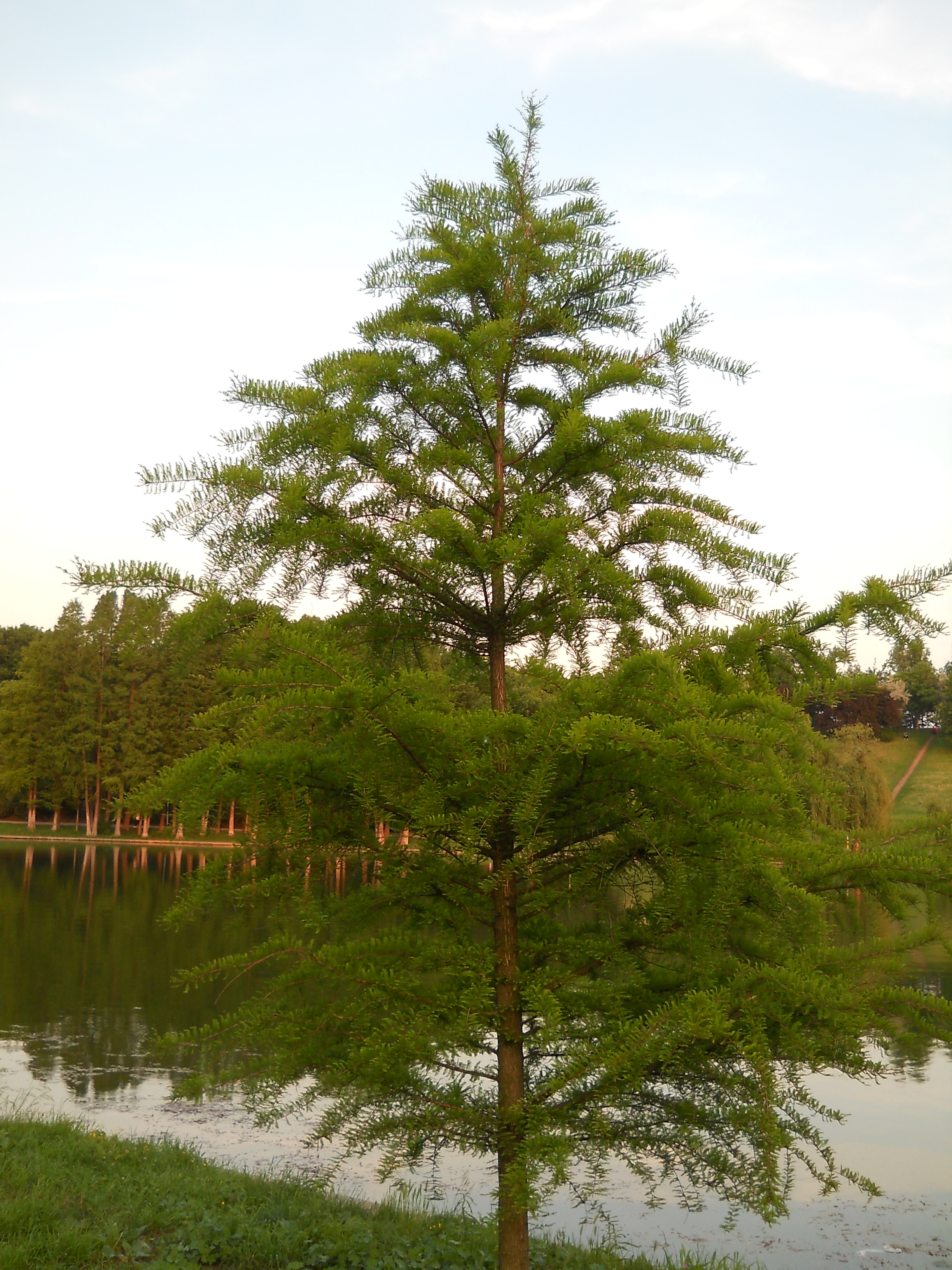
Zadă argintie în Parcul Tineretului din București, primăvara